# Дзен и искусство ухода за мотоциклом
«Дзен и искусство ухода за мотоциклом» (англ. Zen and the Art of Motorcycle Maintenance: An Inquiry into Values) — бестселлер американского писателя Роберта Пёрсига (1974), разошедшийся на разных языках общим тиражом более 4 миллионов экземпляров.
Сюжет книги представляет собой рассказ о 17-дневном путешествии, которое рассказчик проделал на мотоцикле из Миннеаполиса в Сан-Франциско вместе со своим сыном Крисом. В течение первых девяти дней отца и сына также сопровождают близкие друзья Джон и Сильвия Сазерленд, которые отправляются обратно домой, добравшись до Монтаны. Всю поездку персонажи ведут философские дискуссии, темы которых затрагивают эпистемологию, проблемы этики и философии науки. Посредством этих дискуссий автор доносит до читателя своё представление о «качестве» как скрытой сути вещей (в сущности, это то же самое, что дао).
В одном из ранних интервью Пирсиг отмечал, что разные издательства отклоняли книгу 121 раз, прежде чем Издательство Уильяма Морроу приняло её к изданию (что является рекордом Книги рекордов Гиннесса).

## Восприятие
После первой публикации книги, американский книжный обозреватель Кристофер Леманн-Хопт, в своей статье для The New York Times, написал:

Сейчас я сожалею о том, что у меня нет образования в философии, чтобы надлежащим образом проверить идеи мистера Пирсига, потому что эта книга очень может быть весьма важной — даже великой — полной озарений в отношении наших самых запутанных современных дилемм. Я просто не разбираюсь. Но какова бы ни была её истинная философская ценность, она является интеллектуальным развлечением высшего порядка. Оригинальный текст (англ.)I now regret that I lack the expertise in philosophy to put Mr. Pirsig's ideas to a proper test, for this book may very well be a profoundly important one—a great one even—full of insights into our most perplexing contemporary dilemmas. I just don't know. But whatever its true philosophical worth, it is intellectual entertainment of the highest order.— The New York Times, April 16, 1974, Page 37
Впоследствии книга стала бестселлером.
Ввиду того что среди современных гуру и шаманов появляются последователи идей Пирсига, атеисты критикуют книгу за реификацию, т.е. овеществление абстрактных концепций, таких как качество, работа компьютера на нулях и единицах, а также за ряд, по их мнению, неточностей. Они пишут:

Качество — это субъективное понятие в том, что оно разнится от человека к человеку. Тот факт, что многие из нас понимают Качество одинаково, не особо примечателен, учитывая то, что у человеческой расы одинаковая ДНК. Также исторически не примечателено и то, что отдельные человеческие цивилизации разработали математику, язык, мифологию и религию. Ошибка возникает тогда, когда эти человеческие разработки овещестляются, например, когда люди ошибочно принимают субъективных, созданных человеком богов за настоящих Богов. От любой другой религии, философия Пирсига отличается лишь по степени, но не по роду.Оригинальный текст (англ.)Quality is a subjective term in that it differs from person to person. The fact that most of us recognize Quality in the same way is not particularly remarkable given that the human race has similar DNA. Neither is it historically remarkable that separated human civilizations developed mathematics, language, mythologies, and religions. The mistake is when these human developments become reified, such as when people mistake subjective human-made gods for actual Gods. Pirsig’s “philosophy” is different only in degree, not in kind, from any other religion.— Chris Edwards (Крис Эдвардс)